# Eugeniusz Makowski
Eugeniusz Makowski (ur. 17 października 1919 w Prudziszkach, zm. 22 kwietnia 1988 w Olecku) – polski działacz chłopski, poseł na Sejm PRL I (1952–1956) i II (1957–1961) kadencji.

## Życiorys
Posiadał wykształcenie średnie, z zawodu był agrotechnikiem. W młodości pracował przy wyrębie lasów na Suwalszczyźnie. Po włączeniu Mazur w skład Polski w 1945 osiadł w Kilianach, gdzie poświęcił się działalności spółdzielczej (jako przewodniczący spółdzielni produkcyjnej Kiliany). Był współtwórcą spółdzielni w gromadzie Czukty. W 1952 wysunięty jako kandydat na posła w okręgu Ełk, a w 1956 w okręgu Suwałki. W Sejmie I kadencji zasiadał w Komisji Obrotu Towarowego, zaś w Sejmie II kadencji w Komisji Spraw Wewnętrznych. Pełnił funkcję prezesa Powiatowego Komitetu Wykonawczego Zjednoczonego Stronnictwa Ludowego w Olecku. Przez wiele lat przewodził tamtejszej Powiatowej Radzie Narodowej. 